# Cadoul de Crăciun (film din 2009)
Cadoul de Crăciun (titlu original: The Three Gifts) este un film de Crăciun american din 2009 regizat de David S. Cass Sr. Rolurile principale au fost interpretate de actorii Jean Louisa Kelly, Mimi Kennedy, Dean Cain. A avut premiera la 19 decembrie 2009 în SUA pe canalul Hallmark.

## Prezentare
Deoarece orfelinatul este în renovări, de Crăciun trei băieți orfani cunoscuți ca fiind scandalagii se mută temporar cu Jack și Cherie Green. Familia Green nu poate avea copii și Jack se teme să fie tată. Cu toate acestea  sentimentele sale se schimbă, iar Jack și Cheri le oferă copiilor cel mai frumos Crăciun din viața lor.

## Distribuție
- Dean Cain ca Jack Green
- Jean Louisa Kelly ca Cherie Green
- Mimi Kennedy ca Rita Green
- Spencir Bridges ca Ray
- Marsha Clark ca Margo Battleford
- Trevor Gordon ca School Boy 1
- Tyler Gordon ca School Boy 2
- Donovan Scott ca Moș Crăciun
- Dylan Sprayberry ca Mike
- Reginald VelJohnson ca 	Rodney
- Alex Zubarev ca Henry